# Cjepivo
Cjepivo je vrsta biološkog preparata koja poboljšava odnosno pomaže stvaranju otpornosti prema nekoj bolesti. U cjepivu se obično nalaze tvari koje predstavljaju neku bolest, a te tvari mogu biti: oslabljeni ili mrtvi mikroorganizmi koji uzrokuju neku bolest, toksini ili dijelovi proteina omotača mikroorganizama ili RNK mikroorganizama. U organizam se mogu unositi injekcijom u kožu, pod kožu ili u mišić, u usta ili u nos.
Davanje cjepiva naziva se cijepljenjem. Cijepljenje je najučinkovitija metoda sprječavanja zaraznih bolesti; široki imunitet zbog cijepljenja velikim je dijelom odgovoran za iskorjenjivanje malih boginja širom svijeta i ograničenje bolesti poput polio, ospica i tetanusa iz velikog dijela svijeta. Učinkovitost cijepljenja je široko proučena i provjerena; na primjer, cjepiva koja su se pokazala učinkovitim uključuju cjepivo protiv gripe, cjepivo protiv HPV-a, i cjepivo protiv kozice. Svjetska zdravstvena organizacija (SZO) izvještava da su trenutno raspoloživa licencirana cjepiva za dvadeset i pet različitih preventivnih zaraza.

## Povijest
Edward Jenner je bio tada ljekar i u njegovj glavi je bila priča, uobičajena u ruralnim područjima, da mljekarski radnici nikada ne bi imali često smrtnosnu ili obeshrabrujuću bolest velikih boginja, jer su već ugojili kravlju boginju, što ima vrlo blagi učinak na ljude. 1796. godine, Jenner je uzeo gnoj iz ruke mliječne sluškinje s kravljom boginjom, ogrebao je u ruku 8-godišnjeg dječaka Jamesa Phippsa, a šest tjedana kasnije cijepio je dječaka s boginjama, nakon čega je primijetio da je ne hvataju boginje.
Budući da je cijepljenje protiv kravlje boginje bilo mnogo sigurnije od malih boginja, potonje je, iako se još uvijek široko primjenjuje u Engleskoj, zabranjeno 1840. godine.
Druga generacija cjepiva uvedena je 1880-ih Louis Pasteur koji je razvio cjepiva protiv pileće kolere i antraksa, a od kraja devetnaestog stoljeća cjepiva su smatrana nacionalnim ugledom, a usvojeni su zakoni o obveznim cijepljenjima.
U dvadesetom stoljeću uvedeno je nekoliko uspješnih cjepiva, uključujući ona protiv difterije, ospica, zaušnjaka i rubeole. Glavna postignuća uključivala su razvoj cjepiva protiv dječje paralize u 1950-ima i iskorjenjivanje velikih boginja tijekom 1960-ih i 1970-ih. Maurice Hilleman bio je najplodonosniji od cjepiva u dvadesetom stoljeću. Kako su cjepiva postala češća, mnogi su ih počeli uzimati zdravo za gotovo. Međutim, cjepiva ostaju neuhvatljiva za mnoge važne bolesti, uključujući herpes simplex, malariju, gonoreju i HIV.

## Vrste
Cjepiva uobičajno sadrže oslabljene, inaktivirane ili mrtve mikroorganizme teili njihove proizvode, no u sadašnjosti se sve češće rabe mRNK cjepiva. Cjepiva se dijele prema namjeni (bakterijsko, virusno ili parazitsko cjepivo) i stupnju oslabljenosti kao što su živa atenuirana koja su celularna (cjelostanične) jer sadrže cijelu oslabljenu česticu te neživa koja mogu biti cjelostanična ili acelularna (imaju samo djelove antigena.)

### Živa atenuirana cjepiva
Živa atenuirana cjepiva dobivaju se oslabljenjem mikroorganizama: najčešće se mikroorganizam genetski oslabi tako da više puta bude presađivan na kulturi stanica stranih domaćina. Taj postupak polagano mutira organizme.
Ova vrsta cjepiva su dobra zbog izazivanja imunološkog odgovora sličnim prirodnim zarazama, što pojačava imuniteta te bude dugotrajniji učinak. Cjepivo se može nosno primijeniti. Mikroorganizam rijetko kada uzrokuje bolest.
Atenuirana cjepiva jesu MMR, vodene kozice i oralno cjepivo dječje paralize.

### Neživa cjepiva
Neživa cjepiva sadrže mrtve mikroorganizme koji su ubijeni toplinom, kemikalijama ili zračenjem.
Neživo cjepivo manje je učinkovito od oslabljenog, mikroorganizam ne može izazvati jaku imunološku reakciju te se cijepljenje treba ponoviti više puta. Opasnost od upale uzrokovana cjepivom ne postoji.
U ovu kategoriju spadaju cjepiva bjesnoće, hepatitisa A i injekcijskog cjepiva gripe.

### Toksoidna cjepiva
Cjepivo umjesto sadržanog mikroorganizma sadrži neaktivirani otrov (toksoid). Tijelo prepoznaje otrov i stvara antitijela.
Cjepiva protiv tetanusa i difterije rabi toksoide.

### Fragmentirana cjepiva
Fragmentirana cjepiva spadaju u skupinu acelularnih. Ona sadrže samo antigene mikroorganizma, poput bjelančevina, polisaharida ili peptida. Bolest se ne može dobiti od ovog cjepiva jer nema žive komponente uzročnika bolesti.
Teža su za stvoriti te imaju slabiju reakciju od atenuiranih cjepiva.
Cjepiva protiv HPV-a, hepatitis B-a te herpes zostera ove su vrste.
Cjepivo postaje podjedinično kada se dodatnim fizikalnim postupcima hemaglutinin i neuraminidaza virusa izdvoje iz smjese fragmentiranih virusa.

### Vektorska
Virusna vektorska cjepiva rabe sigurne retroviruse, adenoviruse ili vakcinija-viruse. Kada uđe u stanicu virus je potakne na proizvodnju površinskih antigena koji izazovu imunosnu reakciju.

### mRNK
mRNK cjepiva su najnovija vrsta cjepiva, najpoznatija po upotrebi u cjepivu protiv COVID-19. Najjednostavnija mRNK cjepiva sadrže mRNK i vektorski lipid koji brani RNK. Cjepivo djeluje tako da se mRNK prenosi u stanicu, koja pročita uputu te počne proizvoditi površinski protein, što uzrokuje imunosnu reakciju.
Također se rabe kao imunoterapija kod ljudi s rakom.

## Cjepivo protiv gripe
Cjepivo protiv gripe su cjepiva koja štite od infekcije virusima gripe. Svjetska zdravstvena organizacija (SZO) i američki centri za kontrolu i prevenciju bolesti (CDC) preporučuju godišnje cijepljenje za gotovo sve ljude starije od šest mjeseci, posebno one s visokim rizikom. Europski centar za prevenciju i kontrolu bolesti (ECDC) također preporučuje godišnje cijepljenje visoko rizičnih skupina. Ove skupine uključuju trudnice, starije osobe, djecu između šest mjeseci i pet godina, one s određenim zdravstvenim problemima i one koje rade u zdravstvu.

## Cjepivo protiv bolesti COVID-19
Cjepivo protiv COVID-19 je cjepivo protiv koronavirusne bolesti 2019. (COVID-19). Šest kandidata je odobreno za uporabu iako u veljači 2020. je Svjetska zdravstvena organizacija (SZO) priopćila da ne očekuje da će cjepivo protiv teškog akutnog respiratornog sindroma koronavirusa 2 (SARS-CoV-2), uzročnika virusa, postati dostupno za manje od 18 mjeseci.

## Vanjske poveznice
- Zdravstveni savjetnik - često postavljena pitanja  Arhivirana inačica izvorne stranice od 5. veljače 2014. (Wayback Machine) (Imunološki zavod, pristupljeno 28. ožujka 2014.)
- Cjepiva i serumi Hrvatska tehnička enciklopedija, portal hrvatske tehničke baštine. LZMK